# Diesseits
Die Ortsbestimmung „diesseits“ ist wie dessen Gegenwort „jenseits“ in substantivierter Form zu einem religiös-philosophischen Begriff geworden: das Diesseits – im Allgemeinen häufig für die Naturwirklichkeit verwandt – und das Jenseits – generell meist für die „andere“ (göttliche) Wirklichkeit verwandt.
Die beiden Wörter implizieren im Allgemeinen, dass das Gemeinte abstrakt, unanschaulich ist. Sie setzen eine Grenzlinie, die das Weltganze in zwei „Bereiche“ teilt, wobei Diesseits der Bereich ist, in dem sich der Sprecher befindet, und Jenseits der andere. Diese Grenze wird gewöhnlich mit der Todeslinie identifiziert. Dem Diesseits fallen aus der Weltanschauung der Metaphysik und vieler Religionen Zuschreibungen wie „natürlich, endlich, sinnlich, vorläufig“ zu, dem Jenseits solche wie „himmlisch, ewig, geistig, (end-)gültig“. Dies wird bestritten von vielen nicht-religiösen Humanisten und Freidenkern, in deren Vorstellung das menschliche Leben lediglich im Diesseits bzw. ausschließlich in einer alleinigen Naturwirklichkeit existiert.
Bei der sogenannten „verdoppelten“ Sicht der Welt kann eine doppelte Sicht des Menschen (siehe Anthropologie) einem (eben der Vorstellung oder dem Glauben nach) zugleich „diesseitigen“ (vergänglichen) und „jenseitigen“ (ewigen) Daseinszustand entsprechen.
Die Weltreligionen und viele andere Religionen gehen von einer diesseitigen und jenseitigen Wirklichkeit aus. Das Typische einer Religion lässt sich insbesondere an ihrer Beschreibung, Verhältnisbestimmung und Grenzziehung von Diesseits und Jenseits zeigen.
Auch die Mehrzahl der philosophischen Systeme enthält in irgendeiner Form die Diesseits-Jenseits-Beziehung. Einige pointiert „diesseitig“ ausgerichtete Denker nehmen zumindest negativ auf Jenseitsvorstellungen Bezug.
Ludwig Feuerbach betrachtete Religion als Anthropologie und formulierte eine Ethik des Diesseits.

## Zeitschriftdiesseitsdes Humanistischen Verbands Deutschlands
Der Humanistische Verband Deutschlands gibt seit 1987 die Zeitschrift diesseits – Das humanistische Magazin heraus, seit 2011 ergänzt durch ein Online-Magazin.